# 上海市发展和改革委员会
上海市发展和改革委员会（英语：Shanghai Municipal Development & Reform Commission），简称上海市发改委，是上海市人民政府组成部门，前身为上海市计划委员会。
主要职责是统筹规划上海市各行业发展、价格监测和管理、应急物资保障、战略储备等，下设办公室、政策法规处等21个处室以及纪检监察机构和党委，行政编制250人，其中主任1名、副主任6名（其中1人兼任物价局局长）、总经济师2名（发改委和物价局各1名），正副处级领导66名，此外，上海市国防动员委员会经济动员办公室、上海市重大项目稽察特派员办公室设在该委员会。

## 机构设置
上海市发展和改革委员会设置下列机构：
内设机构
- 办公室
- 政策法规处
- 组织人事处
- 国民经济综合处
- 发展规划处
- 综合改革处（自贸区建设推进处）
- 固定资产投资处
- 综合监管处（财务处）
- 开放经济发展处（经贸发展处）
- 地区发展处（乡村发展处）
- 城市发展处（交通发展处）
- 产业发展处（服务业发展处）
- 高技术产业处
- 能源处
- 资源节约和环境保护处
- 社会发展处
- 收入分配和社会保障处
- 人口综合处
- 财政金融综合协调处
- 价格监测调控处
- 价格管理处
- 社会信用推进处
- 营商环境建设处
- 长三角一体化发展处
- 市经济动员办公室
- 直属机关党委（纪委、工会、团委）
- 市纪委监委驻市发展改革委纪检监察组

直属单位
- 上海市粮食和物资储备局（部门管理机构，副局级）[2]
- 上海市经济信息中心
- 上海市发展改革研究院
- 上海市价格认证中心
- 上海市价格监测与成本调查队